# توریل فورلاند
توریل فورلاند (انگلیسی: Toril Førland؛ زادهٔ ۲۴ آوریل ۱۹۵۴) اسکی‌باز آلپاین اهل نروژ است.